# Elitserien i baseboll 2001
Elitserien i baseboll 2001 var den för 2001 års säsong högsta serien i baseboll i Sverige. Totalt deltog 9 lag i serien och de var uppdelade i två grupper, en norrgrupp (4 lag) och en södergrupp (5 lag). I varje grupp spelade gruppdeltagarna mot varandra sex gånger vilket gav 18 respektive 24 matcher per grupp. De tre främsta i varje grupp gick vidare till slutspel, de övriga lagen till kvalspel om nedflyttning.

## Norra gruppen
Sundbyberg och Skellefteå hamnade på samma vinstprocent, men Karlskoga var bättre i inbördes möten.
| Nr | Lag                 | Matcher | Vunna | Förlorade | Vinstprocent |
| -- | ------------------- | ------- | ----- | --------- | ------------ |
| 1  | Sundbyberg Heat     | 18      | 12    | 6         | 0.667        |
| 2  | Skellefteå          | 18      | 12    | 6         | 0.667        |
| 3  | Rättvik Butchers    | 18      | 8     | 10        | 0.444        |
| 4  | Leksand Lumberjacks | 18      | 4     | 14        | 0.222        |

## Södra gruppen
Sista matchen mellan Oskarshamn och Karlskoga behövde aldrig spelas då den var betydelselös för tabellen.
| Nr | Lag                  | Matcher | Vunna | Förlorade | Vinstprocent |
| -- | -------------------- | ------- | ----- | --------- | ------------ |
| 1  | Karlskoga Bats       | 23      | 17    | 6         | 0.739        |
| 2  | Tranås               | 24      | 14    | 10        | 0.583        |
| 3  | Alby Stars           | 24      | 13    | 11        | 0.542        |
| 4  | Oskarshamn Lost Boys | 23      | 9     | 14        | 0.391        |
| 5  | Skövde Saints        | 24      | 6     | 18        | 0.250        |

## Slutspel
I slutspelet deltog lagen som hamnade på plats ett till tre i respektive grupp. Slutspelet inleddes med kvartsfinalspel där tvåorna mötte treorna, därefter blev det semifinal där vinnarna mötte gruppsegrarna och så avslutades slutspelet med en final. I kvartsfinalen ställdes Tranås mot Rättvik (0-2 i matcher) och Skellefteå mot Alby (1-2 i matcher). Rättvik och Alby ställdes alltså mot Sundbyberg respektive Karlskoga. Rättvik vann sin matchserie med 3-2 och Alby sin med 3-0. Det blev alltså de två tredjeplacerade lagen Rättvik och Alby i final. Finalen spelades i bäst av sju matcher och där vann Rättvik med 4-1.

## Nedflyttningsserien
En nedflyttningsserie spelades mellan det sämsta laget i den norra gruppen och de två sämsta i den södra gruppen. Ett lag flyttades ner. Leksand vann serien, Oskarshamn kom två och Skövde sist, vilket innebar att Skövde åkte ner inför kommande säsong. Inget lag gick upp.

### Webbkällor
- Svenska Baseboll- och Softbollförbundet, Elitserien 1963-